# August Gerard Deibel
August Gerard Deibel (Fort De Kock, 11 september 1915 - Uithuizen, 12 juni 1951) was vliegenier bij de Militaire Luchtvaart van het Koninklijk Nederlandsch-Indisch Leger.

## Loopbaan
Deibel was lid van de tweede afdeling vliegtuiggroep 5 die tijdens de Tweede Wereldoorlog boven Singapore en Nederlands-Indië tegen Japan werd ingezet.
Bij zijn eerste actie, op 12 januari 1942, werd Deibel neergeschoten door een Nakajima Ki-27, een Japans jachtvliegtuig. Deibel redde zichzelf door gebruik te maken van zijn parachute. Hij raakte aan zijn hoofd gewond en moest vier dagen bedrust houden. Zijn Brewster Buffalo 339 (de B-3100) ging verloren. Daarna vloog hij in de B-398.
Op 18 januari keerde zijn vliegtuiggroep, na boven Singapore gevochten te hebben, terug naar Java ter verdediging van Nederlands-Indië. Hierdoor misten ze op een haar na de Slag om Singapore. Deibel volgde acht andere Brewsters naar Semplak terwijl anderen naar Vliegbasis Andir te Bandoeng en vliegveld Tjililitan te Meester Cornelis vlogen. Toen Semplak aangevallen werd, verweerden de Brewsters zich. Deibel werd door een granaat getroffen en moest landen. Elf Japanse vliegtuigen werden neergeschoten terwijl de ML-KNIL vier Brewsters en twee piloten verloor. De RAF verloor tijdens die aanval drie Lockheed Hudsons. Ook gingen twee Sikorsky amfibische vliegtuigen van de Koninklijke Nederlandsch-Indische Luchtvaart Maatschappij verloren.
Op 7 maart bereikten de Japanse troepen de Lembang hoogvlakte. Nog vier Brewsters konden dienstdoen. Deibel, Gerard Bruggink en Jan Frederik Scheffer gingen tezamen met Jacob van Helsdingen mee. Ze stegen op vanaf het vliegveld Andir om de grondtroepen ruggensteun te geven. Al na 200 meter kwam een Japans vliegtuig op Van Helsdingen af. Deibel beschoot hem en hij draaide weg. Niet veel later kwamen er drie op hen af. Twee werden door Deibel beschoten voordat hij in zijn olietank geraakt werd. Op terugweg naar Andir schoot hij nog een Japanse Nakajima Ki-43 neer. Het landingsgestel was defect geraakt, dus het vliegtuig maakte een salto. Deibel bleef ongedeerd. Van Helsdingen werd neergeschoten, Bruggink haalde het terug naar Andir. De Nederlandse troepen in Lembang gaven zich de volgende dag over. De vier piloten kregen (Van Helsdingen en Scheffer postuum) wegens deze actie, op 14 juli 1948, de Militaire Willems-Orde toegekend.

## Na de Tweede Wereldoorlog
Na de oorlog was kapitein Deibel gestationeerd op Vliegbasis Leeuwarden als hoofd Luchtzaken en waarnemend basiscommandant. Hij verongelukte op 12 juni 1951 bij Uithuizen in Groningen tijdens een demonstratie tentoonstelling met een Gloster Meteor F8. Het toestel stortte neer en kwam in een ondiepe greppel terecht, Deibel werd er uit geslingerd en overleed. Hij werd op 18 juni 1951 met militaire eer begraven op Nieuw Eykenduynen te Den Haag.

## Onderscheidingen
- Militaire Willems-Orde 4e klasse op 14 juli 1948[4]
- Vliegerkruis op 27 februari 1942[5]
- Verzetsster Oost-Azië op 23 mei 1950[1]
- Bondskruis van de Nederlandse Bond voor Lichamelijke Opvoeding in zilver[5]
- Bondskruis van de Nederlandse Bond voor Lichamelijke Opvoeding in brons[5]
- Oorlogsherinneringskruis[5]
- Para-brevet[5]
- Medaille voor vaardigheidsproeven van het Nederlands Olympisch Comité (2) (toegekend in de vorm van een "2" op de eerste medaille)[5]
- Ereteken voor Orde en Vrede met gespen "1945", "1946", "1947" en "1948"[5]